# Anna Wierzchowska
Anna Lidia Wierzchowska – polska politolożka, doktor habilitowana nauk społecznych, adiunkt na Wydziale Nauk Politycznych i Studiów Międzynarodowych Uniwersytetu Warszawskiego, sekretarz naukowa Komitetu Nauk Politycznych Polskiej Akademii Nauk. Specjalistka w zakresie europeistyki. 

## Kariera naukowa
W dniu 15 grudnia 2004 r. uzyskała na ówczesnym Wydziale Dziennikarstwa i Nauk Politycznych stopień doktora nauk humanistycznych w zakresie nauk o polityce na podstawie pracy Istota, zakres i funkcje demokracji konsensualnej w Unii Europejskiej, której promotorką była Grażyna Ulicka. 30 listopada 2016 r. uzyskała na tym samym wydziale, noszącym już wówczas nazwę Wydziału Nauk Politycznych i Studiów Międzynarodowych, stopień doktora habilitowanego nauk społecznych w dyscyplinie nauk o polityce na podstawie dorobku naukowego i rozprawy Wpływ modernizacji i kryzysu na dynamikę zmiany w Unii Europejskiej. 
Należała do kadry naukowo-dydaktycznej Instytutu Nauk Politycznych UW, a po jego likwidacji w ramach reorganizacji wydziału w 2019 r. znalazła się w zespole Katedry Prawa i Instytucji Unii Europejskiej. Od 2000 r. piastuje stanowisko sekretarza naukowego Komitetu Nauk Politycznych PAN, od 2012 r. jest także członkiem specjalistą Komitetu. 